# Alina Molska

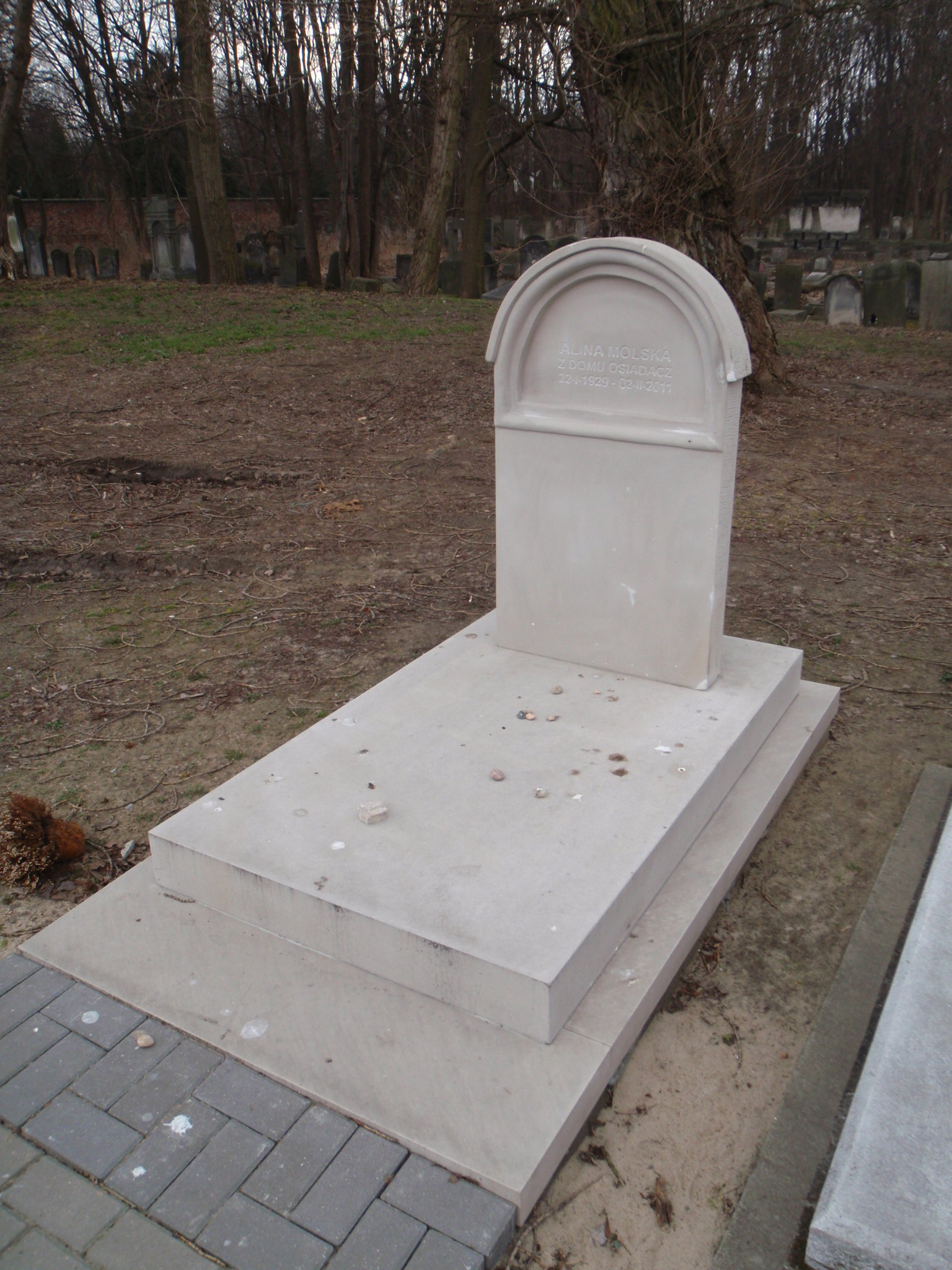
Grób Aliny Molskiej na cmentarzu żydowskim w Warszawie

Alina Molska, z domu Osiadacz (ur. 22 stycznia 1929, zm. 2 lutego 2011 w Warszawie) – polska socjolożka, wieloletnia wykładowczyni w Instytucie Socjologii Uniwersytetu Warszawskiego, żona matematyka Rafała Molskiego (1925–2000).
W 1964 otrzymała tytuł doktora za rozprawę Model ustroju socjalistycznego w polskiej myśli marksistowskiej lat 1878–1886. Promotorką jej pracy była Nina Assorodobraj-Kula. Pochowana 11 lutego na cmentarzu żydowskim przy ulicy Okopowej w Warszawie (kwatera 2).

## Wybrane publikacje
- 1965: Model ustroju socjalistycznego w polskiej myśli marksistowskiej lat 1878-1886
- 1962: Pierwsze pokolenie marksistów polskich. Wybór pism i materiałów źródłowych z lat 1878–1888. T. 2
- 1962: Pierwsze pokolenie marksistów polskich. Wybór pism i materiałów źródłowych z lat 1878–1888. T. 1